# Fluxul conștiinței
Pentru alte utilizări ale termenului flux vezi articolul Flux (dezambiguizare).
În terminologia criticii literare, fluxul conștiinței (în engleză stream of consciousness, în franceză courant de conscience) este o modalitate sau o tehnică narativă ori o metodă, ce încearcă „a descrie multitudinea de gânduri și sentimente, ce trec prin mintea" celui care narează. De obicei, se folosește sub forma unui monolog interior, fiind un tip recurent de monolog în proza subiectivă, care, de cele mai multe ori, este prezent în scris sub formă de punctuație neregulată sau chiar inexistentă..
Deși termenul a fost introdus în teoria literară, prima dată, în anii 1850 (probabil, în jur de 1855), nu a fost aplicat într-o formă literară concretă doar din 1918. În ciuda dorinței unora și altora, dintre criticii literari, de a atribui folosirea acestei tehnici, unor varii predecesori, doar scriitorii moderni ai secolului al XX-lea, post-belici (ai Primului Război Mondial), precum James Joyce, Marcel Proust, Dorothy Richardson și Virginia Woolf au folosit-o din plin, în genul literar de roman, șlefuind-o continuu.
Narațiunea de tip flux al conștiinței a continuat de atunci să fie folosită în proza modernă, fiind axată în mod predilect pe stările umane de preconștiință, a zonei subliminale. De asemenea, accesibilitatea termenului și-a lărgit considerabil aria de folosire artistică, fiind adaptat pentru a descrie tehnici similare din poezii, compoziții muzicale, cântece și filme.